# Horst Landau
Horst Landau (* 11. Dezember 1937 in Düsseldorf) ist ein deutscher Schriftsteller.

## Leben
Landau studierte von 1957 bis 1962 Zahnmedizin und erhielt seine zahnärztliche Approbation. Im Jahr 1964 folgte die Promotion und im Jahr darauf der Wehrdienst als Stabsarzt, der sieben Monate dauerte. Bis 2001 war er in einer Zahnarztpraxis tätig. Die Leipziger Malerin Verena Landau ist seine Tochter.
Seine ersten Veröffentlichungen hatte er 1969 und 1972 in der Reihe Lyrik heute im Deutschlandfunk, ehe 1972 und 1974 zwei seiner Hörspiele im Saarländischen Rundfunk gesendet wurden. Seit 1973 ist er Mitglied im Verband deutscher Schriftsteller und seit 1991 in der Europäischen Autorenvereinigung Die Kogge.

## Werke
- Zweifaltigkeitstexte. Gedichte. Vaganten Edition, Rothenburg ob der Tauber, 1975.
- Schädelstadt. Gedichte. Sassafras Verlag Krefeld, 1983.
- Das Orakel. Hörspielkassette mit Begleitheft für Sekundarstufe 1, Klett Verlag, Stuttgart 1986.
- Das verschwundene Haus. Erzählungen. Pendragon Verlag, Bielefeld 1987.
- Die Invasion. Erzählungen. Wim Snyder Verlag, Bielefeld 1994.
- Befremdliche Befindlichkeiten. Gedichte. Sassafras Verlag, Krefeld 2002.
- Wenn Dornröschen erwacht... Roman. XIM Edition Virgines, Düsseldorf 2008.